# Număr centrat octogonal

Un număr centrat octogonal este un număr figurativ centrat care reprezintă un octogon cu un punct în centru și toate celelalte puncte care înconjoară centrul în straturi octogonale succesive. Sunt și pătrate perfecte impare. Prin urmare al n-lea număr centrat octogonal și al t-lea număr centrat octogonal  este dat de formula
{\displaystyle (2n-1)^{2}=4n^{2}-4n+1|(2t+1)^{2}=4t^{2}+4t+1.}
Primele câteva numere centrate octogonale sunt
1, 9, 25, 49, 81, 121, 169, 225, 289, 361, 441, 529, 625, 729, 841, 961, 1089, 1225 ...
Aceste numere sunt exact pătrate perfecte impare.